# 쉬징둥역
쉬징둥역(중국어: 徐泾东站)은 중국 상하이시 칭푸구 쉬징진 주광로·잉강 동로·라이강로·쑹저 대로의 국가 전시 컨벤션 센터(国家会展中心) 지하에 위치한 상하이 지하철 2호선의 지하철역으로 2010년 3월 16일에 건설되어 개통되었다.
이 역은 국가 전시 컨벤션 센터에 위치하고 있기 때문에, 국가 전시 컨벤션 센터에서 엑스포 등의 박람회를 열 때, 본 역에서 종종 많은 손님이 몰릴 수 있다. 2020년 1월 23일부터 2월 2일까지 2호선 서경동역~송홍로역 구간의 양방향 터널 정비 공사로 인해 쉬징둥역의 운행을 중단했다.

## 역 구조

### 층별 구조
| 지면층   | 출구                            | 2-14출구                              |
| 지하 1층 | 대합실                          | 개집표기, 자동매표기, 유인 안내데스크 |
| 지하 2층 | ←                               | ■2호선 하차전용 승강장                |
| 지하 2층 | 섬식 승강장, 왼쪽 출입문이 열림 |                                       |
| 지하 2층 | →                               | ■2호선 푸둥 국제공항 방면 (훙차오역)  |

### 대합실
쉬징둥역 대합실은 지하 1층에 동서로 배치되어 있다. 운임구역은 대합실 중앙에 위치하며, 북쪽은 승차 개찰구, 남쪽은 하차 개찰구이다. 대합실 서부에는 6, 8, 9번 출구로 통하는 긴 통로가 설치되어 있다.

### 승강장
쉬징둥 역은 1면 2선의 섬식 승강장이며, 북쪽 승강장은 2호선 하차 전용으로, 남쪽 승강장은 2호선 승차 전용으로 운영되고 있다. 승강장 서쪽에는 열차 회차를 위한 회차선로가 있다.

## 출구
이 역은 총 9개의 출구가 있다.:
| 출구      | 출구 인근                          |
| --------- | ---------------------------------- |
| 2번 출구  | 국가컨벤션센터 (상하이)            |
| 3번 출구  | 국가컨벤션센터 (상하이)            |
| 4번 출구  | 국가컨벤션센터 (상하이)            |
| 5번 출구  | 국가컨벤션센터 (상하이)            |
| 6번 출구  | 수민 동로(徐民东路) 주광로(诸光路) |
| 8번 출구  | 수민 동로                          |
| 9번 출구  | 수민 동로 주광로                   |
| 13번 출구 | 국가컨벤션센터 (상하이)            |
| 14번 출구 | 국가컨벤션센터 (상하이)            |

이 중 4, 5번 출구는 2019년 11월에 개장한 국가컨벤션센터(国家会展中心) 내부에 설치되어 西登陆厅으로 가기 가장 편리한 출구로 꼽힌다.

## 연결 교통

### 버스
197, 706, 710(위안수펑선:原徐凤线), 865(위안수메이선:原徐梅线), 바이수선(白徐线), 칭펑수 전용선(青凤徐专线), 칭수선(青徐线), 주수선(朱徐线), 수징1로(徐泾1路), 수징2로, 수징4로